# 로드리시오 비스콘티
로드리시오 비스콘티(Lodrisio Visconti, 1280년 경 – 1364년)는 이탈리아 출신의 콘도티에로이다.

## 생애
밀라노의 강력한 귀족 가문 비스콘티 가의 피에트로와 안티오키아 크리벨리(Antiochia Crivelli)의 아들로 태어났다.
아버지에게서 군사 교육을 받은 후, 그는 델라 토레 가에게서 밀라노 재탈환을 하던 친척인 마테오 비스콘티와 그의 아들 갈레아초를 도왔다. 이후 또 다른 친척인 마르코와 함께 그는 갈레아초와 그의 아들 아초네를 몬차에게 감금시키는데 도움이 되었다. 그 두 명이 풀려나게 되자, 그는 세프리오의 그의 영토로 달아났다.
아초네가 그를 포위하고 성을 파괴시켜냈지만, 로드리시오는 베로나의 영주 마스티노 2세 델라 스칼라에게 고용되면서 비첸차로 도망칠 수 있었다. 1339년 1월 그는 2,500명의 기병, 800명의 보병, 200명의 쇠뇌병 등 대부분 독일 출신의 대군들을 모집하여, 산 조르조 용병단으로 이름 붙이며, 이탈리아인 콘도티에로가 이끄는 최초의 용병단을 조직하였다.
밀라노의 영토를 침략한 후, 로드리시오의 군대는 2월 초 파라비아고 전투에서 패배하고 만다. 그는 아들 암브르조와 포로로 잡혀 함께 산 콜롬바노(San Colombano) 성의 철제 감옥에 감금되었다. 그는 이곳에서 10년을 있었다가, 새롭게 밀라노 영주 자리에 오른 대주교 조반니 비스콘티에 의해 풀려났다. 갈레아초 2세 비스콘티는 밀라노 탈환 전쟁에서 그를 지휘관으로 임명하였으며, 1356년에 콘라트 폰 란다우의 대용병단을 고용한 반-비스콘티 동맹을 상대로 대승리를 거두며 유명세를 얻었다.
그는 갈레아초의 궁정에서 머물다 1364년에 사망했다.

## 참고 문헌
- Mallet, M. (1983). 《Signori e mercenari. La guerra nell'Italia del Rinascimento》. Bologna: Il Mulino. ISBN 88-15-00294-4.
- Rendina, Claudio (1985). 《I capitani di ventura》. Rome: Newton Compton. ISBN 88-8289-056-2.